# Contea di Changtu
La contea di Changtu (昌图县S, Chāngtú XiànP) è una contea della Cina, situata nella provincia di Liaoning e amministrata dalla prefettura di Tieling.